# Temporada de ciclones del Pacífico Sur de 2004-2005
La temporada de ciclones del Pacífico Sur de 2004-2005 fue una temporada de ciclones tropicales superior a la media, que contó con diecinueve perturbaciones tropicales y nueve ciclones tropicales. La temporada oficialmente inició el 1 de noviembre de 2004 y finalizará el 30 de abril del 2005. Sin embargo, un ciclón tropical podría formarse en cualquier momento entre el 1 de julio de 2004 y el 30 de junio de 2005 y se contabilizaría para el total de la temporada. Estas fechas delimitan convencionalmente el período de cada año cuando la mayor parte de ciclones tropicales se forman en el océano Atlántico norte. 
La primera depresión tropical de la temporada se desarrolló el 28 de octubre al noreste de Guadalcanal en las Islas Salomón. Durante los días siguientes, el sistema se trasladó hacia el oeste y se trasladó a la región de Australia durante el 30 de octubre. No se observaron disturbios tropicales importantes durante noviembre, antes de que se desarrollara la depresión tropical 02F en el norte de Vanuatu durante el 3 de diciembre. Posteriormente, el sistema serpenteó sobre el océano. entre Vanuatu y Fiji, antes de que se observara por última vez al sureste de Vanuatu durante el 14 de diciembre. Mientras la depresión tropical 02F estaba activa, la tercera depresión tropical de la temporada, se desarrolló al sur de Tuvalu el 5 de diciembre. El sistema se trasladó posteriormente al sur. hacia el este, antes de que se notara por última vez el 10 de diciembre al este de Nuku'alofa, Tonga. La cuarta perturbación tropical de la temporada se desarrolló durante el 21 de diciembre y posteriormente se trasladó hacia el suroeste, antes de ser nombrada Judy durante el 24 de diciembre, ya que se convirtió en el primer ciclón tropical de la temporada.
Durante este período, los ciclones tropicales fueron vigilados por el Centro Meteorológico Regional Especializado en Nadi, Fiyi y el Centro de Avisos de Ciclones Tropicales en Brisbane, Australia y Wellington, Nueva Zelanda. Por otro lado, las Fuerzas armadas de los Estados Unidos a través del Centro Conjunto de Advertencia de Tifones (JTWC), también emitieron avisos no oficiales para los Estados Unidos. El Centro Meteorológico Regional Especializado en Nadi, Fiyi númera a los disturbios tropicales y les agrefa un sufijo "F" que se forman o entran en la cuenca, mientras que la JTWC designa a los ciclones tropicales numerándolos y dándoles el sufijo "P". El RSMC Nadi, la TCWC Wellington y Brisbane usan la Escala Australiana de Intensidades de Ciclones Tropicales con un estimado de vientos durante 10 minutos, mientras que la JTWC estima los vientos en 1 minuto; es decir, utiliza la Escala de huracanes de Saffir-Simpson.

## Ciclones tropicales

### Ciclón tropical Judy
El 21 de diciembre de 2004, el RSMC Nadi informó que se había desarrollado la disturbio tropical 04F, a lo largo de una vaguada monzónica activa y de lento movimiento cerca de la Polinesia Francesa. La depresión estaba en un área de alto cizallamiento, con la convección profunda ubicada al noreste del centro. El centro de circulación de bajo nivel en este momento estaba expuesto pero se estaba desarrollando a pesar del alto cizallamiento asociado con el sistema. A principios del 24 de diciembre, la convección profunda asociada con el sistema se movió sobre el centro de circulación de bajo nivel mientras el sistema se organizaba mejor. Más tarde ese día, a las 1800 UTC, la depresión se actualizó a un ciclón tropical de categoría uno y se llamó Judy mientras se encontraba a unos 510 km (320 millas) al sureste de Tahití y se movía hacia el suroeste. Durante las siguientes horas, bajo el fortalecimiento de la cizalla, Judy luchó por mantenerse. 
Sin embargo, a medida que avanzaba más hacia el sur, se encontraba bajo un campo de dirección reforzado que estaba siendo mejorado por una depresión de baja presión al oeste del campo de dirección que ayudó a neutralizar el efecto de la cizalla sobre el ciclón. Judy luego se intensificó un poco más y alcanzó su intensidad máxima de 85 km/h, (50 mph), con una presión máxima de 989 hPa a última hora del 25 de diciembre, mientras giraba hacia el sur hacia el área de responsabilidad de TCWC Wellington. Judy degeneró en un ciclón extratropical durante el 27 de diciembre, antes de que se notara por última vez ese mismo día cuando se fusionó con un área de baja presión al sur de Tahití.

### Ciclón tropical severo Kerry
El ciclón tropical Kerry se desarrolló a partir de la depresión tropical 05F el 5 de enero, 315 millas náuticas (583 km) al noreste de Port Vila, Vanuatu. Kerry se movió hacia el suroeste con vientos de 40 nudos (70 km/h) mientras se movía sobre Vanuatu. Una vez pasada la isla, Kerry se movió en un curso oeste-suroeste y comenzó a intensificarse después de girar hacia el oeste. La tormenta alcanzó una intensidad máxima de 85 nudos (157 km/h) antes de girar hacia el sur-sureste. La tormenta comenzó a debilitarse bajo cizalladura vertical y se degradó a depresión el 13 de enero.

### Ciclón tropical Lola
La tormenta tropical Lola se desarrolló a partir de la depresión tropical 06F el 31 de enero, a 100 millas náuticas (200 km) al oeste-suroeste de Tongatapu. Lola alcanzó una intensidad máxima de 40 nudos (70 km/h), pero fue degradada a depresión el 2 de febrero.

### Ciclón tropical severo Meena
El 1 de febrero de 2005, el RSMC Nadi comenzó a monitorear una perturbación tropical, que designaron como 07F, al oeste del norte de las Islas Cook. Al día siguiente, se desarrolló una pequeña área de convección profunda.

### Ciclón tropical severo Olaf
El sistema más intenso de la temporada en términos de vientos sostenidos en 1 minuto, el ciclón tropical Olaf se desarrolló rápidamente como Nancy. Para el 16 de febrero, Olaf había alcanzado vientos máximos sostenidos de 145 nudos (269 km/h) y estaba azotando a Samoa Americana. Por muy grave que fuera el daño, podría haber sido peor cuando Olaf viró hacia el este, con la pared del ojo sin las islas.

### Ciclón tropical severo Nancy
El ciclón Nancy se formó el 10 de febrero de 2005 como Disturbio Tropical 09F, durante los próximos días. La perturbación se desarrolló gradualmente y fue designada como Nancy durante el 12 de febrero debido a la mejora de su flujo de salida y una pequeña área de convección profunda, desarrollándose sobre el centro de circulación, mientras se encontraba a unos 485 km (301 millas) al este-noreste de Pago Pago, Samoa Americana. Durante ese día, Nancy comenzó a intensificarse rápidamente convirtiéndose en un ciclón tropical severo a fines del 13 de febrero, cuando un ojo pequeño, de forma irregular, había comenzado a desarrollarse. Al día siguiente, tanto el RSMC Nadi como el Centro Conjunto de Advertencia de Tifones (JTWC) informaron que el ciclón Nancy había alcanzado su intensidad máxima de 175 km/h (110 mph). El aumento de la cizalladura del viento hizo que Nancy se debilitara. Temprano el 15 de febrero, la tormenta pasó directamente sobre Manuae. El debilitamiento continuo tuvo lugar cuando un canal de baja presión se acercó desde el suroeste. Para el 16 de febrero, Nancy se debilitó por debajo de la intensidad del huracán y giró hacia el suroeste cuando comenzó a experimentar una interacción con el ciclón Olaf, el fuerte cizallamiento asociado con la salida del ciclón Olaf causó que toda la convección asociada con Nancy se desplazara hacia el suroeste el 16 de febrero. A principios del 17 de febrero, Nancy hizo la transición a un ciclón extratropical al entrar en el área de responsabilidad de TCWC Wellington. Poco después, la baja fue absorbida por la circulación más grande de Olaf, sin embargo, fue monitoreada por TCWC Wellington como un sistema separado hasta las 12;00 UTC del 18 de febrero.
Ya impactadas por el ciclón Meena una semana antes, las Islas Cook sufrieron daños significativos por el ciclón Nancy. Varias casas resultaron dañadas y destruidas en todas las islas. Los árboles caídos y las líneas eléctricas bloquearon las carreteras y cortaron la energía y se informó de inundaciones menores a lo largo de las áreas costeras.

### Ciclón tropical severo Percy
Percy se formó rápidamente a partir de un área de baja presión el 24 de febrero y alcanzó el estatus de categoría 1 al norte de Samoa Americana. Luego, el ciclón se movió hacia el este, alcanzando un estado de categoría 5 antes de girar hacia el sur. Percy luego pasó por el suroeste de las Islas Cook causando graves daños antes de disiparse.

### Otros sistemas
- Depresión tropical 01F: La depresión tropical 01F se desarrolló el 28 de octubre, dentro de la vaguada monzónica a unos 420 km (261 mi) al noreste de Guadalcanal.[6][7] Durante los siguientes días, el sistema se movió hacia el oeste y entró en la región australiana, durante el 30 de octubre, donde fue monitoreado durante unos días por TCWC Brisbane.[6]
- La segunda depresión tropical de la temporada se desarrolló el 3 de diciembre, a unos 280 km (174 mi) al norte de Port Villa, Vanuatpu.[8] Durante la semana siguiente, el sistema mal organizado serpenteó por el océano entre Vanuatu y Fiji, antes de comenzar a organizarse el 12 de diciembre, cuando el RSMC Nadi emitió alertas de vendaval sobre el sistema.[8] El sistema se desplazó posteriormente hacia el sur, entre Vanuatu y Fiji, antes de ser detectado por última vez el 14 de diciembre, mientras se encontraba al sureste de Port Villa.[8]
- Mientras la depresión tropical 02F estaba activa, la tercera depresión tropical de la temporada, se desarrolló al sur de Tuvalu el 5 de diciembre. Posteriormente, el sistema se desplazó hacia el sureste, antes de ser observado por última vez el 10 de diciembre al este de Nuku'alofa, Tonga.
- El 26 de febrero, el RSMC Nadi informó que se había formado la depresión tropical 11F dentro del archipiélago de Tuamotu, un grupo de islas en la Polinesia Francesa.[9] Durante el día siguiente, el sistema se movió hacia el este antes de ser observado por última vez al día siguiente, mientras degeneraba en una perturbación tropical.[10][11]
- Depresión tropical 13F: A última hora del 27 de febrero, el RSMC de Nadi informó que se estaba desarrollando una perturbación tropical sospechosa cerca del norte de la isla Rennel, en las Islas Salomón. Durante los siguientes días, el sistema se desarrolló gradualmente antes de ser declarado como una perturbación tropical a principios del 1 de marzo. En ese momento, la convección se desprendió del centro de circulación de bajo nivel de la perturbación, mientras que la cizalladura vertical del viento alrededor del sistema permaneció débil.[12][13] Temprano al día siguiente, la perturbación se trasladó al noroeste de Viti Levu en Fiji, antes de ser designada como depresión tropical 13F más tarde ese día.[14][15] La depresión permaneció débil y alcanzó una presión central estimada de 1001 hPa (mbar) a primeras horas del 3 de marzo, aunque el RSMC Nadi no informó vientos mientras la monitoreaban.[15][16] Luego, el RSMC Nadi emitió su último aviso sobre 13F a primera hora del 4 de marzo después de que no se informara de ninguna convección persistente alrededor del sistema desde que la depresión alcanzó su presión máxima.[15][17]
- El 26 de abril, el RSMC Nadi informó que la depresión tropical 17F se había desarrollado dentro de una vaguada monzónica a unos 750 km (466 mi) al noreste de Apia, Samoa.[18][19] La convección alrededor del sistema también estaba mal organizada.[19] La depresión se movió lentamente hacia el oeste antes de que a primeras horas del 29 de abril el centro de circulación de bajo nivel se reubicara al noreste de Vanuatu con convección profunda separada del centro de circulación de bajo nivel y ubicada al sureste del centro y el sistema no mostrara mucha mejora en las últimas 24 horas.[20] A última hora del día siguiente, el RSMC Nadi lo designó nuevamente como depresión tropical débil ya que ya no había convección organizada en las proximidades del centro de circulación de bajo nivel antes de que se observara la depresión por última vez el 1 de mayo.[21]
- Durante el 29 de abril, la depresión tropical 18F se desarrolló dentro de una vaguada monzónica a unos 635 km (394,6 mi), al noreste de Suva, Fiji.[20] Durante las siguientes 24 horas, el sistema se movió hacia el sureste mientras que la convección profunda que lo rodeaba no logró organizarse y comenzó a debilitarse.[21] La depresión se observó por última vez al día siguiente, cuando se disipó a unos 445 km (276,5 mi), al noreste de Suva.